# حزب النهضة الإسلامي في فلسطين
حزب النهضة الإسلامي في فلسطين هو حزب سياسي إسلامي وطني فلسطيني تأسس في 16 ديسمبر 1995. تضمن برنامجه السياسي مبادئ العمل من أجل تطبيق الشريعة الإسلامية، رفض الاقتتال الداخلي، ورفض اتفاقيات أوسلو، وتحرير كامل تراب فلسطين وعاصمتها القدس الشريف وغيرها. يُعد علي كرسوع أمين عام الحزب.